# Catz
Catz település Franciaországban, Manche megyében. Lakosainak száma 111 fő (2018. január 1.). Catz Brévands, Saint-Hilaire-Petitville, Saint-Pellerin és Les Veys községekkel határos.

## Népesség
A település népességének változása:
| Lakosok száma | 104  | 105  | 112  | 109  | 118  | 130  | 135  | 139  | 121  | 111  |
|               | 1968 | 1975 | 1982 | 1999 | 2006 | 2011 | 2013 | 2016 | 2017 | 2018 |